# Ferula foetida
Espèce
Synonymes
- Ferula scorodosma Bentley & Trimen, 1877[1],[2]
- Scorodosma foetidum Bunge, 1846[1],[2]

Ferula foetida est une espèce de plantes à fleurs herbacées vivaces du genre Ferula, dans la famille des Apiacées. Elle est présente naturellement de l'Iran à l'Afghanistan et à l'ouest du Pakistan, et jusqu'aux plaines désertiques de l'Asie centrale. Sa racine pivotante produit une gomme-résine qu'on extrait sous le nom d'ase fétide et qui connait de nombreuses utilisations médicinales et culinaires.
Il existe une importante confusion nomenclaturale liée à l'histoire taxonomique, longue et complexe, de la plante. La résine ase fétide reste ainsi associée dans un grand nombre d'ouvrages au  nom scientifique Ferula assa-foetida, décrit par Linné à l'aube du système de nomenclature binominale. Le spécimen ayant servi à cette description appartient cependant à une espèce distincte, endémique du sud de l'Iran, et dont l'identité et la position phylogénétique exactes restent discutées. Ferula foetida est probablement l'espèce principale pour la production de la résine bien que celle d'autres férules soit parfois désignée aussi sous le nom d'ase fétide. Leur importance économique est cependant largement inférieure et leur composition phytochimique diffère.

## Noms communs
Ferula foetida est souvent nommée en français Ase fétide, par métonymie avec la résine qu'elle produit. On rencontre aussi les termes Férule fétide et Férule persique, qui désignent également d'autres taxons.

## Description

### Description générale
Ferula foetida est une plante herbacée vivace avec une racine enflée et ovée. La tige est épaisse et pleine, et mesure jusqu'à 1 à 1,2 m de haut. Son dernier tiers se ramifie et forme une panicule globeuse compacte. Les feuilles sont généralement glabres sur leurs faces supérieures et plus ou moins villeuses en dessous, à sénescence précoce. Les feuilles basales, à pétiole court et large limbe, sont ternées avec des lobes bipennatiséqués. Le lobule terminal est décurrent et mesure 15 cm de long pour 5 cm de large. Les feuilles inférieures sont alternes et les feuilles supérieures se réduisent à des gaines. L'inflorescence est formée d'ombelles composées : l'ombelle terminale est sessile ou sur un pédoncule réduit. Elle est sphérique, d'un diamètre de 15 à 20 cm, et formée en moyenne de 25 rayons. Les ombelles latérales, qui sont au nombre de trois à six, ont des pédoncules beaucoup plus longs. Les ombellules sont composées de 15 fleurs denses, villeuses et nues. Les pétales sont jaune clair, presque crème. L'ovaire et les fruits sont glabres. Ce sont des schizocarpes formés de deux méricarpes à une seule graine. Ils sont aplatis et pubescents et leur diamètre est de 16 à 22 mm.

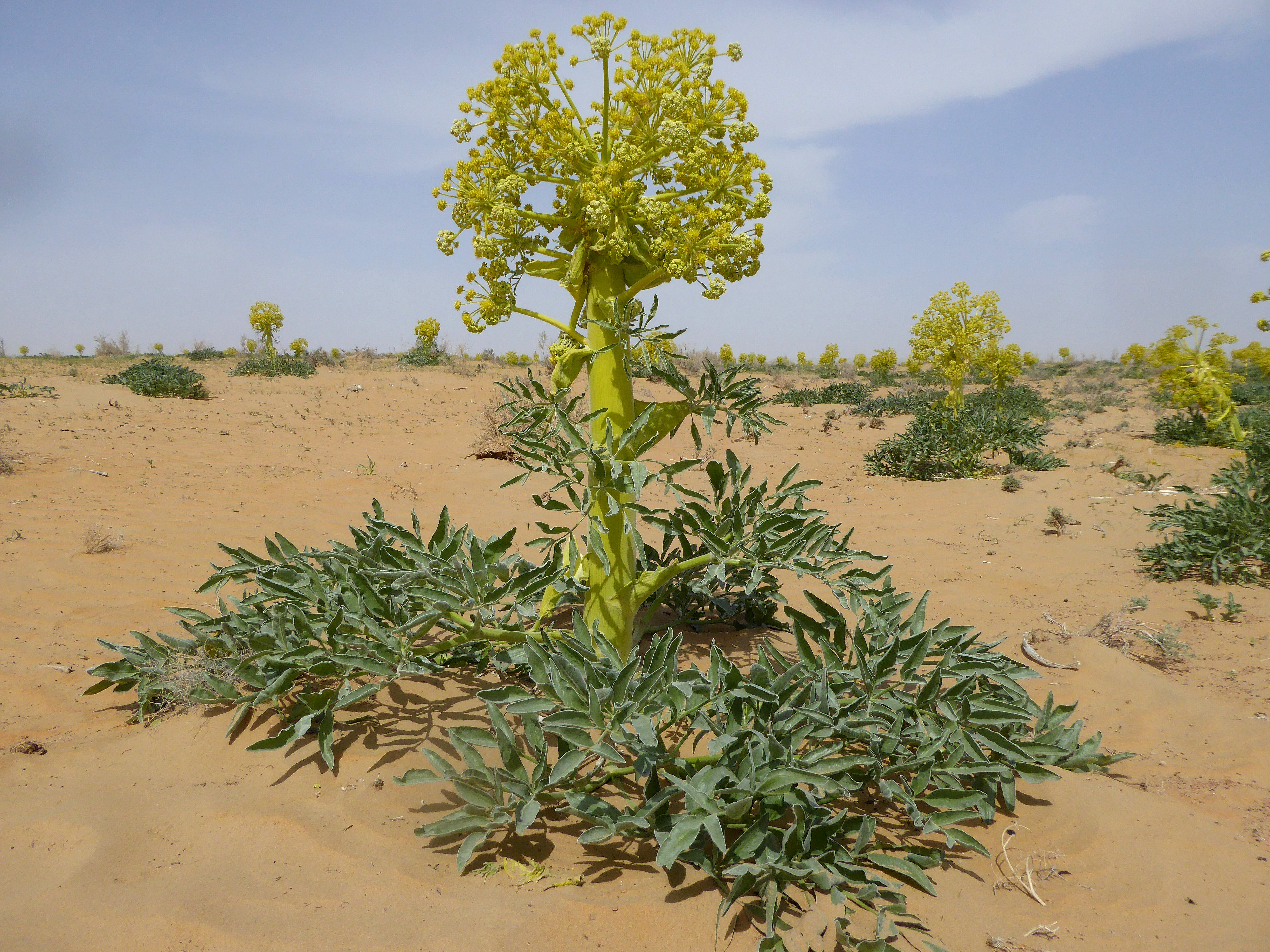
Plante entière fleurie.
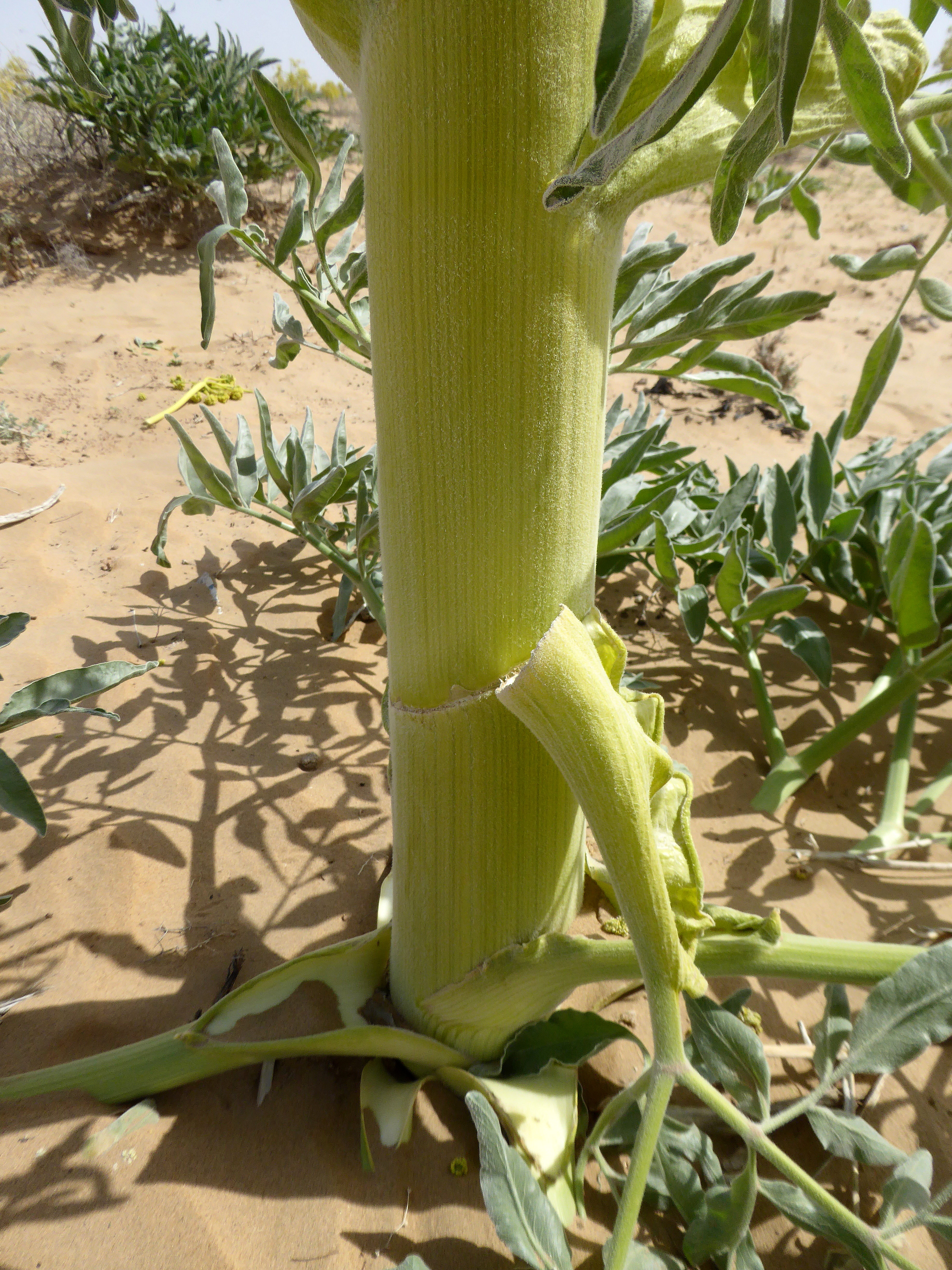
Gaine foliaire.
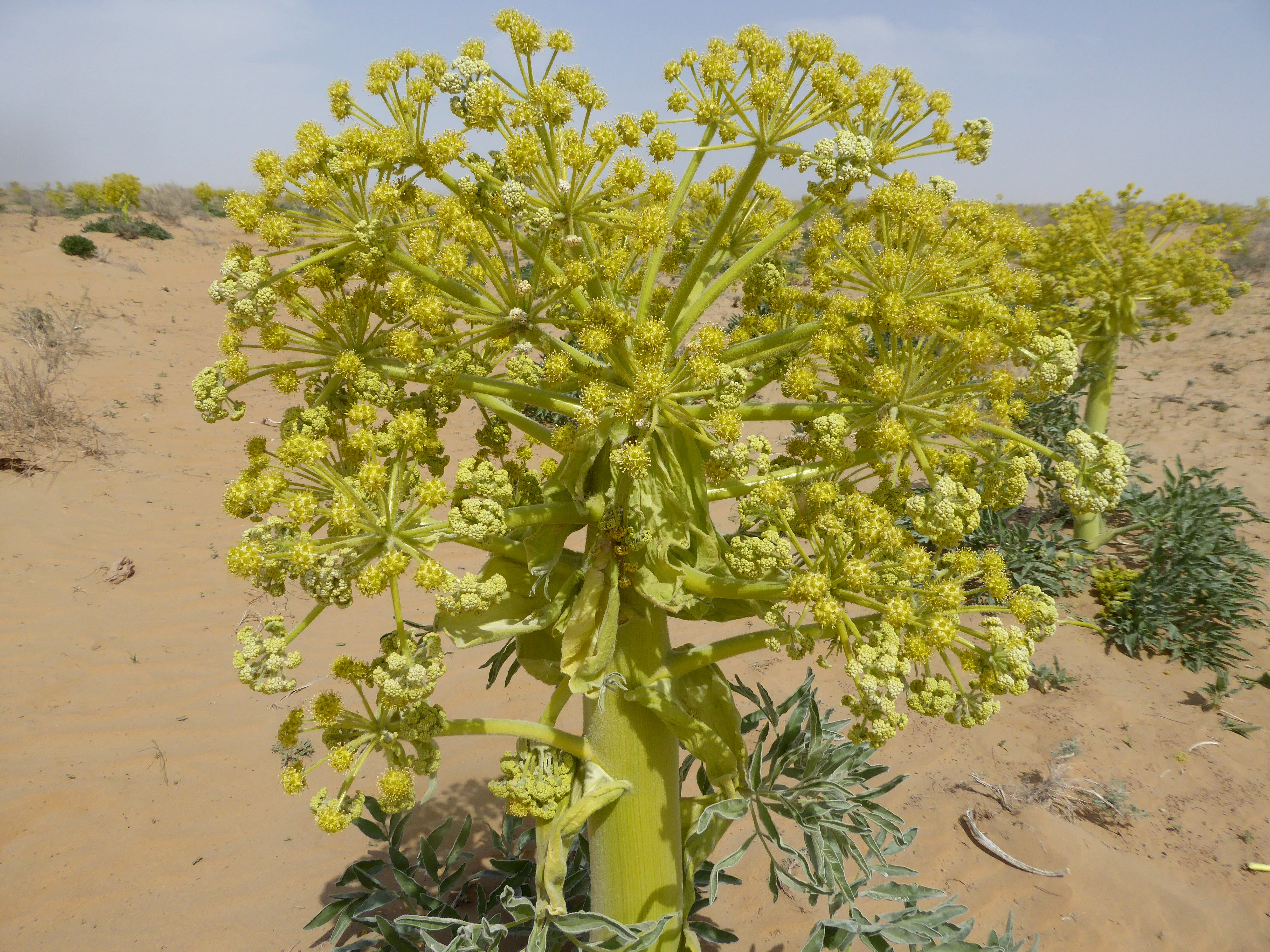
Inflorescence.
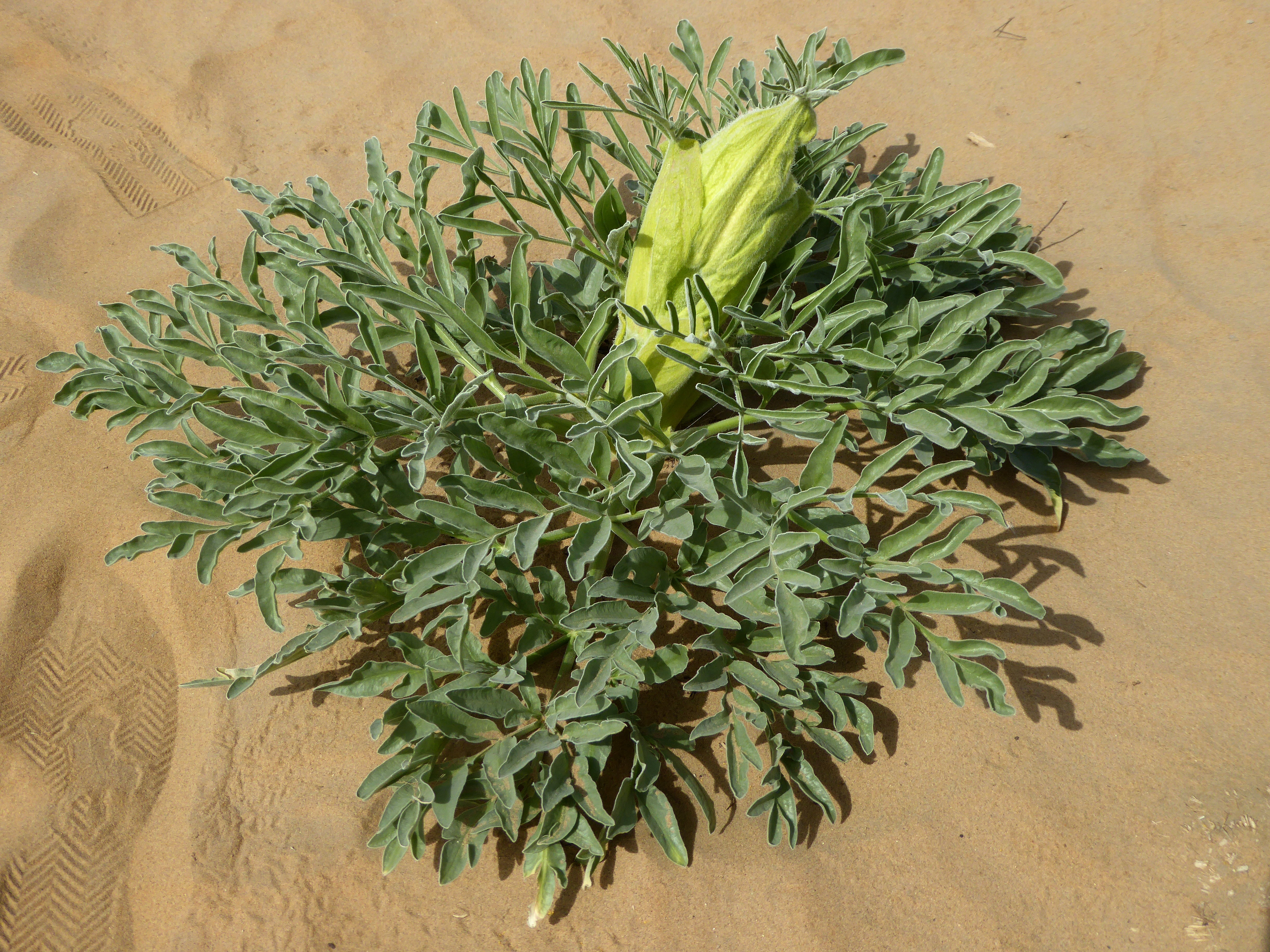
Rosette.
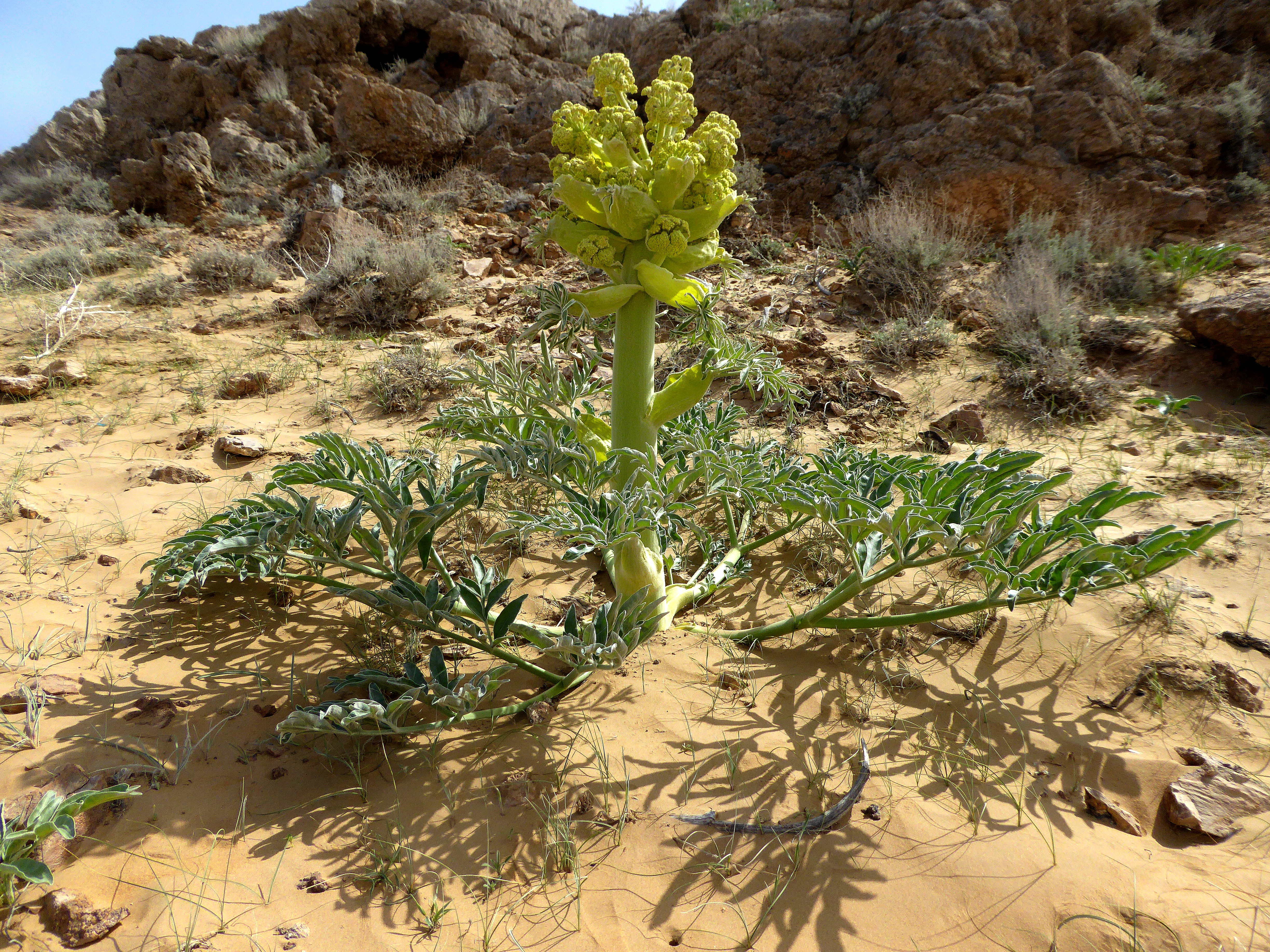
Inflorescence en boutons.

### Caractères distinctifs
1. Cuticule
2. Exocarpe
3. Mésocarpe
4. Hypendocarpe lignifié
5. Endocarpe
6. Endosperme
7. Jonction sclérenchymateuse
8. Faisceau conducteur du funicule
9. Faisceau conducteur des côtes

Diagramme montrant la section d'un méricarpe de Ferula foetida.

La distinction entre les différentes espèces de férules s'effectue principalement sur base de l'analyse des méricarpes. Ceux de Ferula foetida sont arrondis ou elliptiques et caractérisés par des ailes très développées qui peuvent mesurer jusqu'à 3,6 mm de large et sont parfois recouvertes de trichomes. Ils portent des canaux sécréteurs, appelés vittae, au niveau des commissures et des vallécules. Ces canaux sont très étroits, parfois à peine perceptibles, et relativement nombreux : entre 6 et 8 par vallécules. En comparaison, les méricarpes de F. narthex et F. assa-foetida ont des ailes nettement moins enflées et toujours glabres. Le nombre de leurs vittae valléculaires est aussi plus réduit : respectivement une seule et de 3 à 4.

## Biologie et écologie
Ferula foetida est une plante pérenne monocarpique qui génère chaque année une nouvelle rosette de feuilles basales et une nouvelle ramification de la racine. Elle se développe surtout pendant ses trois ou quatre premières années. On observe ensuite une inhibition progressive de la croissance, qui se produit indépendamment des conditions édaphiques. Le développement de la racine suit la tendance inverse et son volume augmente ensuite significativement jusqu'à la fin du cycle de vie. Entre la cinquième et la septième année, la plante entre en période reproductive : la floraison, qui intervient de mars à juin, et la fructification, entre mai et juin, ne se produisent qu'une seule fois. Les nutriments accumulés dans la racine sont utilisés pour la formation de la tige et des organes reproducteurs, ce qui conduit à sa disparition complète.

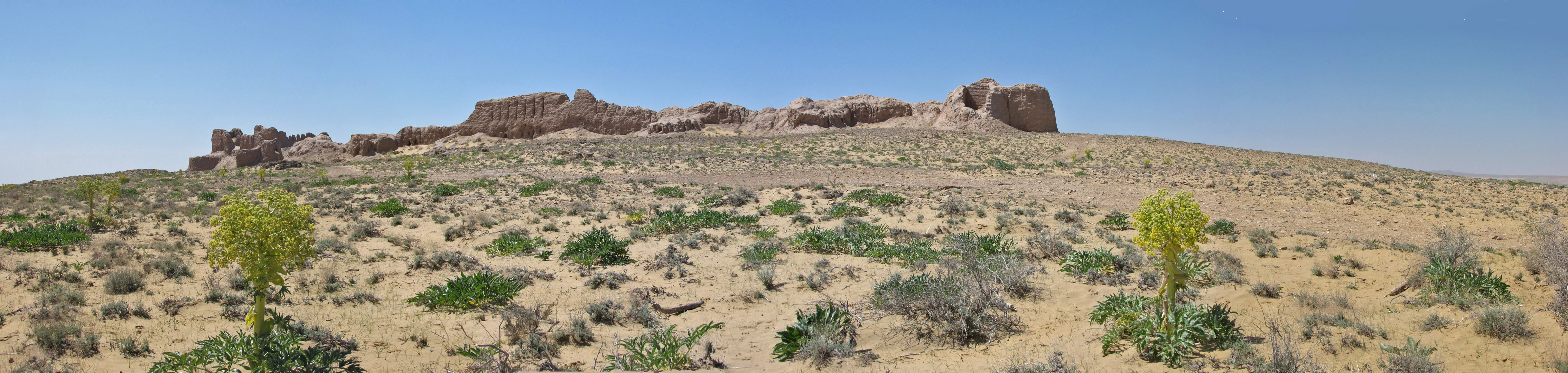
Paysage typique du désert du Kyzylkoum devant la forteresse d'Ayaz-Kala, où se détachent les ombelles de l'Ase fétide.

Ferula foetida croît sur les piémonts lœssiques, les anciennes terrasses lacustres et les sols sableux recouvrant les dépôts rocheux friables et les roches-mères (mais pas sur les barkhanes). Elle est souvent dominante (en) et très largement répandue dans les étendues ouvertes des déserts de piémont. Elle peut être associée à certains Carex et Artemisia.

## Répartition

Aires de répartition des trois espèces principales produisant l'ase fétide, d'après Chamberlain, 1977, et extensions en Asie centrale d'après Pimenov, 2020.
Ferula assa-foetida
Ferula foetida
F. foetida (extension)
Ferula narthex
F. narthex (extension)

La question de la distribution géographique de Ferula foetida est compliquée par les incertitudes et contradictions taxonomiques et nomenclaturales. La plante est assez largement répartie en Asie centrale, du Sud et du Sud-Ouest, mais les délimitations exactes de son aire de distribution restent peu claires.
Ferula foetida a surtout été étudiée en Asie centrale soviétique et post-soviétique, où sa distribution est bien renseignée. Elle est ainsi présente dans le désert du Kyzylkoum (le type de l'espèce a été récolté par Lehmann « dans la steppe argileuse entre Tschakyr-Ata et Nasarbai-Kuduk ») jusqu'à la mer d'Aral, dans le désert de Muyunkum jusqu'aux monts Khantaou, dans les collines de Badkhyz (ru) et dans les plaines autour de Karchi, Mirzatchoul et Kelif (ru) jusqu'aux monts Kouguitang. Ferula foetida est enregistrée dans les divisions administratives suivantes des cinq États :
- Kazakhstan : provinces d'Aqtöbe, de Mañğıstaw, de Qızılorda, du Turkestan et de Jambıl ;
- Kirghizistan : provinces de Batken, de Djalal-Abad et de Och ;
- Tadjikistan : provinces de Sughd et de Khatlon ;
- Ouzbékistan : République du Karakalpakistan, provinces de Boukhara, de Djizak, de Kachkadaria, de Navoï, de Namangan, de Samarcande, de Sourkhan-Daria, de Syr-Daria, de Tachkent et de Khorezm ;
- Turkménistan : provinces de Balkan, de Daşoguz, de Lebap et de Mary.

En Afghanistan, l'extraction d'ase fétide est historiquement rapportée dans les plaines autour d'Hérat. Dans ses observations, Engelbert Kaempfer y signale un centre de commerce de la résine. Bunge y récolte un autre exemplaire de sa Scorodosma. Au XIXe siècle, Henry Walter Bellew en 1857, puis James Edward Tierney Aitchison en 1890, visitent ce deuxième centre de production et rendent compte des méthodes d'extraction de la résine. Aujourd'hui encore, la principale zone de récolte de l'ase fétide afghane est située dans les collines lœssiques de la rive sud du bassin de l'Amou-Daria, au nord-nord-ouest du pays. D'après Chamberlain, la plante serait surtout présente dans les provinces d'Hérat, de Kandahar et de Djozdjan. L'autre espèce afghane productrice de résine, Ferula narthex, est distribuée à l'est du pays, ainsi que dans le Gilgit pakistanais où elle a été initialement décrite, et dans le sud-est du Tadjikistan.
En Iran, Ferula foetida croît principalement dans les régions désertiques du centre, du nord-est et du sud-est du pays (Khorassan, Baloutchistan). Des études botaniques plus précises devraient cependant être réalisées pour identifier les espèces mentionnées par de nombreux rapports sous le nom de Ferula assa-foetida, alors qu'ils émanent de régions situées en dehors de la zone de répartition du taxon linnéen.
Ferula foetida est enfin présente à l'ouest du Pakistan (Baloutchistan), même si elle est mentionnée comme Ferula assa-foetida dans les études floristiques.

## Menaces et conservation
À cause de leur surexploitation et du réchauffement climatique, les populations d'ase fétide du Khorasan du Sud sont en raréfaction et leur cueillette est désormais interdite. Elles font malgré tout l'objet d'un trafic illégal, régulièrement intercepté par des saisies.

## Taxonomie et systématique

### Découvertes botaniques et origine des noms
| |  |  |
| Syntype de Scorodosma foetida Bunge, collecté par Lehman en Ouzbékistan (1841-1842) et conservé dans l'herbier du Muséum national d'histoire naturelle. |  |  |

C'est à partir des informations et de l'illustration de Kaempfer que Linné donne à la plante son nom binominal : Ferula assa foetida. Dans le Species plantarum de 1753 où elle apparaît pour la première fois, elle est signalée comme semblable à la Livêche et originaire de Perse. Le maître suédois la place dans le genre Ferula déjà décrit par Joseph Pitton de Tournefort en 1719 et dont l'espèce type est la Férule de Pline, Ferula communis, une plante méditerranéenne également citée par les auteurs antiques.
Un siècle plus tard, la découverte presque simultanée de plusieurs autres plantes vient complexifier cette taxonomie. En 1846, le botaniste écossais Hugh Falconer présente des spécimens collectés dans la vallée de l'Astor, au nord de l'actuel Pakistan. Il les compare au matériel et à la description de Kaempfer et déclare qu'il s'agit de la même espèce, qu'il renomme Narthex assa-foetida. La même année, le professeur Alexander von Bunge de Dorpat décrit le genre Scorodosma pour l'espèce Scorodosma foetidum, une plante ramenée par le naturaliste Alexandre Lehmann d'une expédition dans les plaines désertiques de la mer d'Aral. Il note que cette nouvelle espèce présente de grandes similitudes avec la description de Kaempfer, mais qu'elle se distingue de son illustration par la forme des feuilles. En 1849, une troisième expédition mène Friedrich Alexander Buhse en Transcaucasie et dans le nord-ouest de la Perse. Entre Jandaq et Yazd, il récolte une férule si semblable à celle de Kaempfer, que le compte-rendu qu'il publie avec le botaniste suisse Edmond Boissier la présente sous le nom linnéen de Ferula assa-foetida. Entre 1857 et 1859, Bunge se rend à son tour en Orient et a l'occasion d'observer sa Scorodosma dans les environs d'Hérat, où Kaempfer avait déjà signalé un important site de production de résine. Durant la même période, le  Russe Elias Borszczow (ru) en recueille d'autres exemplaires entre la Caspienne et la mer d'Aral, puis étudie en détail le spécimen type ramené par Kaempfer et conservé dans l'herbier de Sloane à Londres. En 1860, il publie un mémoire approfondi sur la question, au terme duquel il conclut que ni le Narthex de Falconer, ni l'Assa-foetida de Buhse ne sont la plante de Kaempfer, alors que la Scorodosma de Bunge l'est sans doute possible.

### Controverses taxonomiques

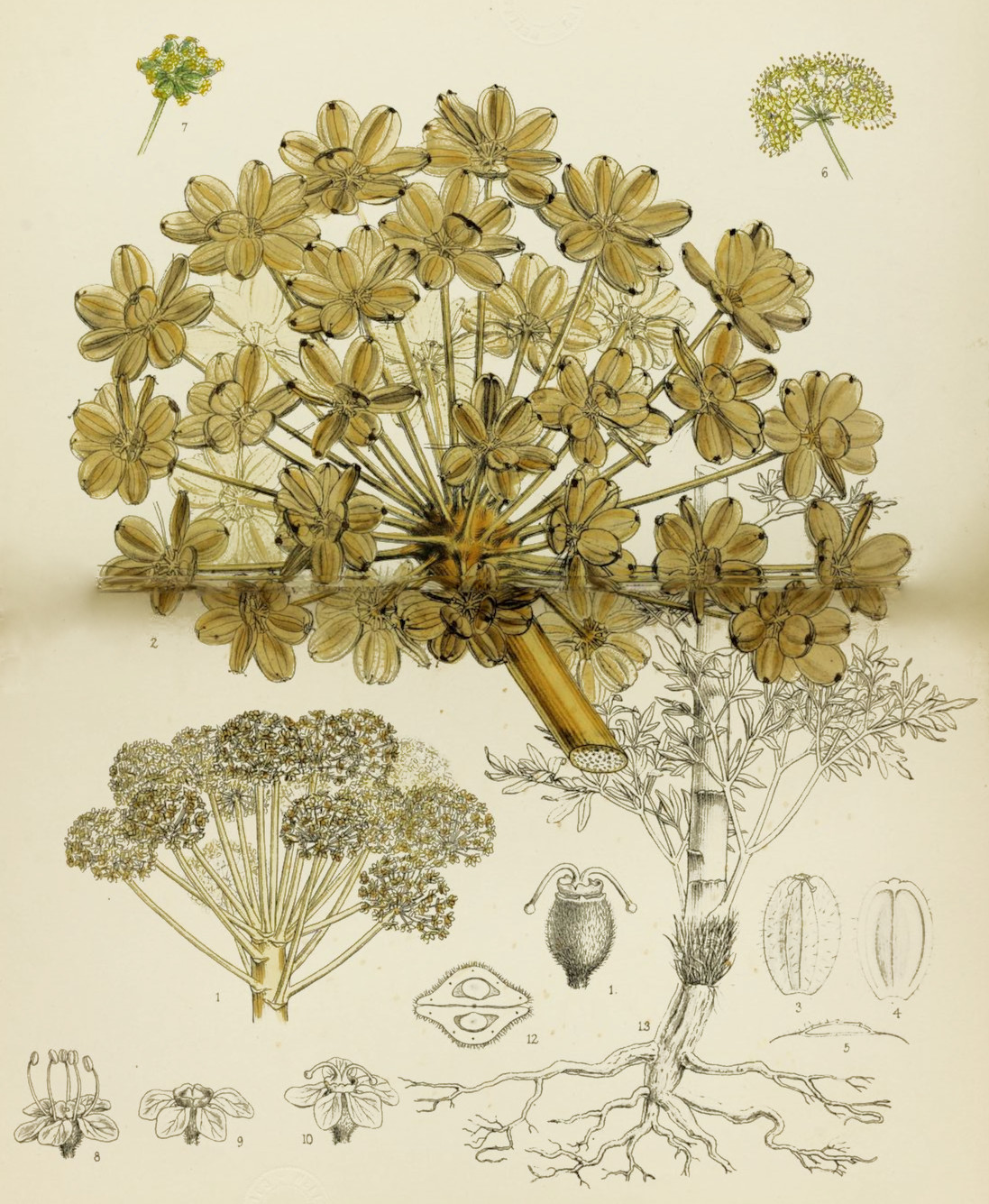
Ferula foetida dans l'ouvrage illustré de Bentley et Trimen, 1880.

Dans sa Flore de l'Orient de 1872, Boissier suit en grande partie les conclusions de Borszczow et attribue le nom Ferula assa-foetida L. à la plante de Bunge, renomme celle de Falconer Ferula narthex et celle de Buhse Ferula alliacea. Il place les trois espèces, ainsi que Ferula rubricaulis qu'il a décrite en 1856, dans la troisième section du genre Ferula, qu'il baptise « Scorodosma ». Dans les années qui suivent, certains auteurs remettent en question la synonymie établie par Borszczow et Boissier. Eduard von Regel du jardin botanique de Saint-Pétersbourg, qui étudie la flore du Turkestan, sépare les deux espèces sur la base de critères morphologiques et crée en 1878 la combinaison Ferula foetida pour la plante décrite par Bunge. Dans leur Medicinal Plants de 1880, les botanistes britanniques Robert Bentley et Henry Trimen utilisent le nom Ferula scorodosma. Ils considèrent en effet que le nom linnéen, uniquement basé sur le travail de Kaempfer et sur une spécimen fragmentaire, ne peut pas raisonnablement s'appliquer à l'une des nouvelles espèces découvertes. Lors de sa révision des Ombellifères pour Die Natürlichen Pflanzenfamilien (en), Oscar Drude considère lui aussi F. foetida, originaire du Turkestan, comme une espèce distincte. Il la place aux côtés de F. assa-foetida, F. alliacea et F. rubricaulis, toutes trois iraniennes, dans le sous-genre Scorodosma. Drude sépare en revanche F. narthex en lui attribuant son propre sous-genre, Narthex.
Au XXe siècle, le botaniste soviétique Evgueni Korovine, spécialisé dans la flore d'Asie centrale et du Pamir, entreprend une révision taxonomique complète du genre Ferula. Il publie en 1947 une monographie illustrée, qui reste la source principale sur le sujet et la dernière en date à avoir proposé une classification cohérente de toutes les espèces, qu'il classe en six sous-genres. Dans la lignée de Boissier, il considère Scorodosma foetidum Bunge comme un synonyme de Ferula assa-foetida L. et fait de cette espèce l'unique représentante du sous-genre Scorodosma. Il s'agit, selon ses termes, d'un type polymorphique très largement réparti dans les zones désertiques de l'Asie du Sud-Ouest et caractérisé par son odeur alliacée. La classification de Korovine est adoptée avec quelques modifications dans les révisions ultérieures des flores régionales, comme celles de l'Union soviétique, de la Turquie ou de l'Iran.
C'est justement dans le cadre de la préparation de la Flora Iranica que David Franklin Chamberlain réétudie l'holotype et la planche de Kaempfer, et découvre que presque aucun des nombreux spécimens d'herbier enregistrés sous le nom Ferula assa-foetida ne leur correspond. Une seule récolte, celle effectuée par Peter Hadland Davis et Mumtaz Hussain Bokhari près de Lar, c'est-à-dire dans la région décrite par Kaempfer, présente suffisamment de similitudes pour y être assimilée. Ses conclusions publiées dans une note en 1977 sont intégrées dans le volume de la flore iranienne consacré aux Ombellifères par Karl Heinz Rechinger en 1987. Les deux auteurs y donnent une diagnose révisée de Ferula assa-foetida, principalement basée sur le spécimen de Davis et Bokhari, qui la présente comme strictement endémique au sud de l'Iran et étroitement liée à l'espèce Ferula pseudalliacea.

### Statut taxonomique et confusion nomenclaturale
La relecture du taxon Ferula assa-foetida L. par Chamberlain et Rechinger invalide de facto l'utilisation du nom dans toutes les publications antérieures et entraîne la réintégration de Ferula foetida. Ce traitement est suivi par Sergueï Czerepanov (ru) en 1981 dans les Plantes vasculaires d'URSS, où il ne cite que Ferula foetida (Bunge) Regel et considère Ferula assa-foetida auct. non L. comme un synonyme. La révision complète des Férules du Kazakhstan de 1984 aboutit à une classification très différente de celle de Korovine en se basant principalement sur la morphologie des fruits. Elle reconnaît la séparation effectuée par Chamberlain et précise que « la vraie Ferula assa-foetida L. est une espèce strictement iranienne, et la plante qui figure dans toutes les flores d'Asie centrale sous ce nom est en réalité Ferula foetida. » Mais pendant encore plusieurs décennies, les nouvelles publication sur « l'ase fétide » s'appuient sur des flores régionales datées (Turkménistan (1950), Ouzbékistan (1959), Pakistan (1972), etc.) qui citent toutes Ferula assa-foetida et l'assortissent d'une large distribution en Asie du Sud-Ouest. Au XXIe siècle, les premières études phylogénétiques du genre Ferula,, confirment le statut distinct de F. foetida et sont suivies de mises à jour floristiques majeures (Afghanistan (2013), Asie centrale et Kazakhstan (2020)) qui entérinent le statut taxonomique de l'espèce.
Malgré ces clarifications botaniques, le nom Ferula assa-foetida continue d'être cité comme la source principale de la résine ase fétide dans une grande majorité d'ouvrages spécialisés et de publications scientifiques. Bien que certains manuels de pharmacognosie placent désormais « l'asa foetida » sous Ferula foetida, la plupart des recherches publiées sur ses propriétés médicinales citent le nom linnéen sans s'attarder sur l'origine botanique des produits qu'elles étudient, ou en citant des provenances situées bien au delà de son aire de répartition sensu Chamberlain. Ce phénomène est probablement lié à l'influence de l'ouvrage de Kaempfer, à la primauté et au prestige du nom choisi par Linné, ainsi qu'à l'homophonie entre le nom scientifique et le nom savant « asafoetida ».
Enfin, si Ferula asafoetida est un nom toujours couramment utilisé en herboristerie ou en agriculture pour désigner la plante produisant la résine, ce taxon n'est plus en usage en botanique et sa synonymie n'est pas claire sans précision d'auteur,.

## Usages

### Légume
Les jeunes pousses, en particulier en Iran où on nomme alors ce légume كُما koma (kama dans le dialecte de Birjand), sont cueillies au printemps et constituent un légume très apprécié.
Dans le Khorasan, la manière traditionnelle de les préparer est la suivante : après avoir séparé le cœur de la pousse de la plante et l'avoir soigneusement lavé à l'eau, on le fait bouillir pendant une heure jusqu'à cuisson complète. On égoutte, et on fait ensuite revenir dans l'huile avec des noix, de l'ail, du sel, des épices, des œufs et des pommes de terre. Certaines familles ajoutent simplement du riz une fois qu'il est à moitié cuit et ajoutent de l'huile après. Dans la ville de Miami (en) en Khorasan, ce légume est particulièrement prisé et l'on en fait des nouilles, du riz, des soupes et bien d'autres recettes. Il peut également se consommer cru ainsi qu'en pickles, notamment dans la campagne autour d'Aligudarz dans le Lorestan, où l'on confit les jeunes pousses dans le vinaigre.
Au Kazakhstan et au Turkménistan, on consomme aussi les jeunes pousses, ainsi qu'une sorte de « miel » extrait de celles-ci. Malgré leur odeur désagréable, les racines et les graines étaient utilisées comme aliments de subsistance durant les famines en Asie centrale.

### Usages agricoles
C'est une plante fourragère importante dans les milieux désertiques. En Asie centrale, elle est surtout broutée par les moutons de Karakul. Ses feuilles et ses fruits sont également consommés par les chameaux et les chèvres. Sous forme de foin, elle est ensilée avec l'armoise pour l'alimentation des ovins et des bovins. Les feuilles contiennent jusqu'à 24,5 % de protéines et de 10,3 à 28,4 % de fibres ; les fruits, de 14,5 à 30 % de protéines, entre 6,8 et 9 % de lipides et 25 % de fibres, en pourcentage sur matière sèche.
Les férules qui produisent l'ase fétide sont également, en Asie Centrale, une plante mellifère réputée. Les racines sont aussi parfois utilisées dans le tissage des cordes.